# قيمة نسبية لقطع الشطرنج
القيمة النسبية أو قيمة القطعة هي قيمة نظرية تعطى لكل قطعة، وليس لها أي دور في قواعد الشطرنج ولكنها مفيدة كوسيلة مساعدة لتقييم الموقف.
التقييم المتعارف عليه هو منح نقطة واحدة للبيدق، و3 نقاط للحصان أو الفيل، و5 نقاط للرخ، و9 نقاط للوزير ومع ذلك، فإن هذه القيم تقريبية والقيمة الحقيقية للقطعة تعتمد بشكل كبير على الوضعية.

## القيم القياسية
وضعت قيم القطع لأن حساب التفريع حتى الوصول إلى الإماتة، في أغلب الوضعيات صعب حتى على أقوى الحواسيب، لذا يهدف اللاعبون إلى خلق تفوق في القطع، ونتيجة لذلك قدرت كل قطعة بعدد معينة، وتعتبر قيم القطع هذه صالحة لتقييم المواقف "الهادئة" تكتيكيًا فقط، حيث لا توجد طريقة تجعل شخصا يكسب اي قطع مباشرة.
عادة ما تستخدم القيم التالية للقطع:
| رمز    | </img> | </img> | </img> | </img> | </img> |
| القطعة | البيدق | الحصان | الفيل  | الرخ   | الوزير |
| قيمتها | 1      | 3      | 3      | 5      | 9      |

يرجع أقدم اشتقاق للقيم القياسية إلى مدرسة مودنيزي ( إركولي ديل ريو ، وجيامباتيستا لولي ، ودومينيكو لورينزو بونزياني ) في القرن الثامن عشر  ويعتمد جزئيًا على العمل السابق لبيترو كاريرا، قيمة الملك غير محددة لأنه لا يمكن للخصم أخذه، ناهيك عن مبادلته بقطع أخرى، عادةً ما تحدد محركات الشطرنج للملك قيمة كبيرة وغير منطقية مثل 200 نقطة أو أكثر للإشارة إلى أن خطر خسارة الملك أهم من جميع الاعتبارات الأخرى.
في نهاية اللعبة يقل خطر التعرض لكش مات، مما يسمح للملك بأخذ دور أكثر نشاطًا، يجيد الملك الهجوم والدفاع عن القطع والبيادق القريبة، فهو يدافع أفضل من الحصان ويهاجم أفضل من الفيل. هذا يجعله أقوى من القطع الصغير ولكنها أقل قوة من الرخ، لذا تبلغ قيمته القتالية حوالي أربع نقاط.
هذا النظام ليس خاليا من العيوب، فبعض مجموعات القطع لا تساوي مجموع أجزائها؛ على سبيل المثال، عادةً ما تكون قيمة الفيلين أكثر بقليل من فيل وحصان،وثلاثة بطع صغيرة (تسع نقاط) غالبًا ما تكون أقوى قليلاً من رخين (عشر نقاط) أو وزير (تسع نقاط). حدد المنظر المتنوع للشطرنج رالف بيتزا "تأثير التسوية"، الذي يتسبب في تقليل قيمة القطع الأقوى في وجود قطع الخصم الأضعف، وذلك بسبب أن القطع الأضعف تمنع القطعة الأقوى من الوصول إلى المواقع التي تفضلها،مما يؤثر على قيمتها الحقيقية، وبسبب هذا التأثير يمكن أن يخسر 3 وزراء (27 نقطة) أمام 7 احصنة (21 نقطة) (اذا بدأ كلاهما خلف جدار من البيادق)  في حالة أقل غرابة، يفسر هذا أن تبادل الرخين في وضعية وزير ضد ثلاث قطع، من صالح صاحب الوزير، لأن الرخين قد يعيقان الوزير، أكثر من القطع الصغيرة. لذا فإن قيم القطع هو مجرد تقدير أولي، ويجب أن يأخذ في الاعتبار مدى جودة تعاون القطع مع بعضها البعض (على سبيل المثال، تتعاون الفيلة ذات الألوان المعاكسة بشكل جيد جدًا)، ومدى سرعة انتقال القطع.
يعتمد تقييم القطع على العديد من العوامل. قال إدوارد لاسكر : "من الصعب مقارنة القيمة النسبية للقطع المختلفة، لأن الكثير منها يعتمد على خصوصيات الوضعية...". ومع ذلك، قال إن الفيل والحصان ( القطعتان الصغيرتان ) متساويان،  الرخ يساوي قطعة صغيرة بالإضافة إلى بيدق أو بيدقين، والوزير يساوي ثلاث قطع صغيرة أو رخين. يقترح لاري كوفمان القيم التالية في منتصف اللعبة :ذ
| رمز    | </img> | </img> | </img> | </img> | </img> |
| القطعة | بيدق   | حصان   | فيل    | رخ     | وزير   |
| قيمتها | 1      | 3.5    | 3.5    | 5.25   | 10     |

يساوي زوج الفيلة سبعة بيادق ونصف، أي أكثر بنصف بيدق من مجموع قيمة الفيلين (وعلى الرغم من أن هذا سيكون موقفًا نظريًا للغاية، إلا أنه لم يعطي مثل هذه المكافأة لزوج الفيلة ذوي اللون نفسه.)  يُحدث موقع القطعة أيضًا فرقًا كبيرًا، على سبيل المثال، تعطى البيادق القريبة من الحواف قيمة أقل من تلك القريبة من المركز، والبيادق القريبة من الترقية تعطى قيمة أكبر،  تمنح القطع التي تتحكم في المركز قيمة أكثر من المتوسط، بينما تمنح القطع المحاصرة قيمتة أقل، وهلم جرا.

## التقييمات البديلة
على الرغم من أن نظام النقاط سشابق الذكر 1-3-3-5-9 هو الأكثر شيوعًا، فقد اقترحت العديد من الأنظمة الأخرى لتقييم القطع، عادة ما تمنح هذه الأنظمة الفيل قيمة أعلى قليلا من الحصان.